# Daiki Takamatsu
Daiki Takamatsu (高松 大樹?, Takamatsu Daiki; Ube, 8 settembre 1981) è un ex calciatore giapponese, di ruolo attaccante.

## Statistiche

### Cronologia presenze e reti in nazionale
| Cronologia completa delle presenze e delle reti in nazionale ― Giappone olimpica | Cronologia completa delle presenze e delle reti in nazionale ― Giappone olimpica | Cronologia completa delle presenze e delle reti in nazionale ― Giappone olimpica | Cronologia completa delle presenze e delle reti in nazionale ― Giappone olimpica | Cronologia completa delle presenze e delle reti in nazionale ― Giappone olimpica | Cronologia completa delle presenze e delle reti in nazionale ― Giappone olimpica | Cronologia completa delle presenze e delle reti in nazionale ― Giappone olimpica | Cronologia completa delle presenze e delle reti in nazionale ― Giappone olimpica |
| Data                                                                             | Città                                                                            | In casa                                                                          | Risultato                                                                        | Ospiti                                                                           | Competizione                                                                     | Reti                                                                             | Note                                                                             |
| -------------------------------------------------------------------------------- | -------------------------------------------------------------------------------- | -------------------------------------------------------------------------------- | -------------------------------------------------------------------------------- | -------------------------------------------------------------------------------- | -------------------------------------------------------------------------------- | -------------------------------------------------------------------------------- | -------------------------------------------------------------------------------- |
| 12-8-2004                                                                        | Salonicco                                                                        | Paraguay olimpica                                                                | 4 – 3                                                                            | Giappone olimpica                                                                | Olimpiadi 2004 - 1º turno                                                        | -                                                                                | 74’                                                                              |
| 15-8-2004                                                                        | Volos                                                                            | Giappone olimpica                                                                | 2 – 3                                                                            | Italia olimpica                                                                  | Olimpiadi 2004 - 1º turno                                                        | 1                                                                                |                                                                                  |
| 18-8-2004                                                                        | Volos                                                                            | Giappone olimpica                                                                | 1 – 0                                                                            | Ghana olimpica                                                                   | Olimpiadi 2004 - 1º turno                                                        | -                                                                                | 63’                                                                              |
| Totale                                                                           |                                                                                  | Presenze                                                                         | 3                                                                                |                                                                                  | Reti                                                                             | 1                                                                                |                                                                                  |

## Palmarès

### Individuale
- Miglior giocatore della Coppa J. League: 1

2008